# ISACA
ISACAは、情報システム、情報セキュリティ、ITガバナンス、リスク管理、情報システム監査、情報セキュリティ監査等、情報通信技術専門家の国際的団体である。ISACA はIFACとITガバナンス協会にも団体として加盟している。以前はInformation Systems Audit and Control Association（情報システム監査コントロール協会）を略した頭字語であるとしていたが、現在は単にISACAという名称だとしている（活動内容の多角化などにより）。

## 歴史
1967年、コンピュータシステムの監査や統制をしている個人のグループとして設立。その後、ITガバナンスなどの企業内での重要性が増すにつれ、その分野についての中心となる情報源の必要性が出てきた。1969年、そのグループに EDP Auditors Association も組み入れ、組織としての形が整ってきた。1976年、ITガバナンスとIT統制の領域における知識と価値を拡充するための広範囲の研究を行う教育財団を設立した。

## 現状
現在、80以上の国で18万人以上の会員を有する。会員の職業は、経営層（ガバナンス）、コンサルタント、セキュリティ監査人、最高情報責任者、システム監査人、内部監査人、リスク管理、サイバーセキュリティ関連など多岐にわたる。世界に210を超える支部があり、ネットワークを形成している。各支部では、教育、リソース共有などの活動を行っている。
日本には、設立順に東京・大阪・名古屋・福岡の4支部がある。
また、日本の4支部の活動を推進する ISACA-Japan（ISACA日本支部協同推進機構）も活動中である。
現在、東京支部に3,100名、名古屋支部に100名、大阪支部に210名,福岡支部に50名の会員が所属する。

## 主な成果
- 情報システム監査の一般基準（IS auditing standards）
- COBIT
- Val IT
- Information System Control Journal

## 資格認定
ISACAでは次の資格認定を行っている。認定試験の配信及び実施は米国PSI Servicesに委託している。2022年1月現在で日本語試験に対応している試験はCISA及びCISMの2試験で、2025年以降CRISC試験が日本語化される予定。なお、ISACAから日本語教材が提供されている試験はCISA、CISM、及びCRISCの3試験である。
- 公認情報システム監査人 (CISA:Certified Information Systems Auditor)
- 公認情報セキュリティマネージャー  (CISM:Certified Information Security Manager)
- 公認情報システムリスク管理者 (CRISC:Certified in Risk and Information Systems Control)
- 公認ITガバナンス専門家 (CGEIT:Certified in the Governance of Enterprise IT)
- Certified Data Privacy Solutions Engineer (CDPSE)
- Cybersecurity Practitioner Certification (CSX-P)
- Information Technology Certified Associate (ITCA)
- Certified in Emerging Technology Certification (CET)

### 資格の維持更新
それぞれの資格を維持するには、継続教育（CPE）が必要で、CPEの単位を50分として、1年間で20 CPE以上、3年間で120 CPE以上が義務付けられている。
CPEを取得するには、主に各支部で開催している月例会やISACA各支部が後援している各学会等に出席することで取得することができる。

### 海外
- ISACA 国際本部

#### 関連組織
- ITガバナンス協会

### 日本国内
- ISACA 東京支部
- ISACA 大阪支部
- ISACA 名古屋支部
- ISACA 福岡支部
- ISACA日本支部協同推進機構

#### 関連組織
- 日本ITガバナンス協会